# Kanton Montredon-Labessonnié
Kanton Montredon-Labessonnié (francouzsky Canton de Montredon-Labessonnié) je francouzský kanton v departementu Tarn v regionu Midi-Pyrénées. Tvoří ho čtyři obce.

## Obce kantonu
- Arifat
- Montredon-Labessonnié
- Mont-Roc
- Rayssac